# Christian Gråberg
Christian Göransson Gråberg, född 20 juli 1718 i Bondkyrka socken i Uppsala län, död 3 juni 1795 i Hemse socken, Gotlands län, var en lagman och kammarrevisor i Stockholm, samt titulär lagman.

## Barn
1. Catharina, född 10 mars 1774 i Lilla Roes grund i Rone socken på Gotland, död 1774 på samma ort.
2. Greve Jacob Gråberg di Hemsö, född 7 maj 1776 på Gannarve gård (nära Gannarve skeppssättning) i Hemse på Gotland, död 29 november 1847 i Florens i Italien, greve av Hemsö.
3. Christina, född 7 maj 1777 i Gannarve.
4. Olof Gråberg, född 25 juni 1781 i Gannarve, död 18 mars 1810 i Stockholm. Gift med Johanna Maria Schinkel. Tre döttrar, Johanna Olovina f. 24/7 1808, Lovisa Jakobina f. 23/7 1809 och Aurora Charlotta Gråberg f. 1/7 1810, d.15/11 1866 gift med tyska riksgreven Gustav Eckbrecht von Dürckheim-Montmartin.
5. Anna Gråberg, född 13 maj 1786 i Gannarve, död 1857. Gift 1812–1823 med underlöjtnanten, sedermera majoren och bataljonschefen vid Gotlands nationalbeväring Nils Ludvig Ehrenström, född 1789, död 1869. Anna Gråberg var populärförfattare och ambulerande kolportör och utgav Skaldeförsök (1823) och Hundarnes klagosång (1852).